# Rocío Caballero
Rocío Caballero (Ciudad de México, 1 de junio de 1964) es una pintora de arte figurativo de ascendencia mexicana. Sus trabajos a menudo crean mundos mitológicos y son destacables por el uso de simbolismos. Sus trabajos se han exhibido tanto individual como colectivamente en México, Estados Unidos, Sudamérica y Europa, estos se encuentran en colecciones tales como en el Museo Nacional de Arte Mexicano en Chicago. Su trabajo ha sido reconocido como parte del Salón de la Plástica Mexicana.

## Vida
Caballero nació y creció en la delegación Azcapotzalco de la Ciudad de México. Empezó a pintar desde joven, una elección consciente que considera su estilo de vida.
Entre 1982 y 1985 hizo sus estudios en la Escuela de Iniciación Artística no 4 (INBA) para después atender a la Escuela Nacional de Pintura, Escultura y Grabado "La Esmeralda" entre 1985 a 1990. Aunque la mayoría de los estudiantes se enfocaban en Arte abstracto, Caballero optó por el arte figurativo.
Actualmente continúa trabajando en la Ciudad de México.

## Carrera
Rocío Caballero exhibe su trabajo en exposiciones individuales y colectivas desde 1991. Es una de las expositoras frecuentes de la Galería Óscar Román en la Ciudad de México y en la Galería Corsica en Puerto Vallarta, sus principales trabajos individuales incluyen La Búsqueda de la Ataraxia, La Búsqueda del Paraíso, El Código Gris, Los Territorios del Vacío, El Anecdotario de los Duendes Grises y De Ahogos y Susurros. Ha presentado exposiciones individuales en la Galería Óscar Román en Ciudad de México (2001, 2004, 2007, 2013), el Museo de la Secretaría de Hacienda y Crédito Público (2013), la Galería Corsica en Puerto Vallarta (2002, 2003, 2005, 2007, 2008, 2009, 2010, 2012), El Centro Cultural Alfonso Reyes en la Ciudad de México (2004), Agapi Mu Restaurant en Ciudad de México (2001), Galería de Arte de México en Chicago (1999), El Salón de la Plástica Mexicana (1998), La Academia de San Carlos (1996), Open Studio, Art Awareness, Lexington, NY (1994), El centro cultural Jaime Torres Bodet en Academia de San Carlos (1993, 1994) y la galería José María Velasco en Ciudad de México (1993).
Su trabajo ha aparecido en exposiciones colectivas en México, Estados Unidos, Sudamérica y Europa. Su primera exhibición colectiva fue en 1991 en el Centro Cultural Ollin Yoliztli y en el Espacio Alternative FOCO en Ciudad de México. Desde entonces su trabajo ha participado numerosas veces en diferentes lugares como el Museo José Luis Cuevas, el Museo de Arte Moderno, Museo Ex Teresa Arte Actual, El Museo Nacional de la Máscara, El Museo Nacional de Arte Mexicano, El Zhou B. Art Center en Chicago, El Salón de la Plástica Mexicana, la Universidad Autónoma del Estado de México, El World Trade Center Ciudad de México, El museo de la ciudad de Querétaro, El Museo Nacional de Arte Moderno "Carlos Mérida" y el Centro Cultural de San Ángel en México City.
En 1994, Fue seleccionada para un intercambio de residencia patrocinado por el Instituto Nacional de Bellas Artes y Literatura y el National Endowment for the Arts llamado Art Awareness en Lexington (Nueva York). En 2003, fue patrocinada por la CONACULTA y el INBA para una residencia en el Centro Vermont Student.
Su Trabajo puede ser encontrado en la colección del Museo Nacional de Arte Mexicano en Chicago, en el Museo de la Secretaría de Hacienda y Crédito Público en Ciudad de México, en el Museo de Arte de Sinaloa, El Instituto Cultural del Estado de Chiapas y el Centro Cultural del Estado de Baja California Sur.
Su trabajo ha sido publicado en Crónicas Porcinas (El Colectivo La Malagua, 2010), Historias de Hadas y Elfos (Caracol Púrpura, MURAL and Tierra de Vinos, 2001), Las Guadalupanas (Pinacoteca 2000, 1998), Gráfica de bolsillo III (Pinacoteca 2000, 1996), Gráfica erótica del bolsillo (Pinacoteca 2000, 1996), Resumen 100 Pintores y Pintora Mexicana y 200 Artistas Mexicanos Siglos XIX, XX y XXI (Ed. Promoción de Arte Mexicano, 2009), Resumen 74, Pintores y Pintura Mexicana, Alfonso Mena Pacheco, Rocío Caballero (Ed. Promoción de Arte Mexicano, 2005), Visión de México y sus Artistas, Tomo V (Ed. Promoción de Arte Mexicano, 2003) y El desnudo femenino, una Visión de lo propio (CONACULTA, 2003).
En 1988, recibió su primera mención honorífica a El Nuevo Pintor Mexicano en el evento de la Sociedad de Arte y Cultura NOVUM en México, seguido por otras menciones honoríficas en el XIII Encuentro Nacional de Arte Joven en México en 1993, una en The 10th anual MexAm/VSC Artist Fellowship en 2002. En 2002, obtuvo el segundo lugar en el 1.er Bienal de Pintura Latinoamericana y del Caribe, Ciudad de México. También es un miembro del Salón de la Plástica Mexicana.

## Habilidad Artística
Su trabajo figurativo provoca nostalgia y erotismo creando mundos fantásticos que normalmente tiene un efecto etéreo y de ensueño llevando un simbolismo, generalmente asociado, con el mundo moderno. En sus trabajos vemos elementos recurrentes como bailarines, escultores, personas interactuando entre sí, juguetes, adultos en trajes, corazones sin cuerpo, caras arrogantes y máscaras de animales.
Caballero se ha negado a clasificarse como artista "femenina", ni considera su trabajo “femenino”, si no “humano”. “Siempre he estado muy en contra del juego de los géneros, a mí me gusta ver a todo el mundo y a todos los artistas como individuos... Mi apellido es un juego que me gusta mucho manejar, soy Caballero y pinto como caballero. … durante muchos años, y sobre todo cuando empecé a pintar, sí era un estigma que me dijeran que tenía un trazo muy masculino, que no se veía que lo había hecho una mujer”.
Su trabajo más famoso son las series llamadas “Código Gris,” que desarrolló por 10 años empezando en el 2000. Dividida en treinta "lecciones", la serie explora la psicología y las construcciones sociales del hombre en los negocios y la política. Código Gris fue inspirado por el fenómeno yuppie, un mundo que reconoce que no conocía y que quería explorar. En las series, se hace representaciones de hombres poderos que en un principio comienzan muy atractivos pero que al final terminan como figuras perversas con elementos de fetiches sexuales, la idea es que los poderosos viven en "guetos" separados de la sociedad, el hedonismo y narcisismo. Estos hombres deben de mostrar obediencia absoluta a las normas impuestas por su estatus escondiendo quien son realmente. Un símbolo común son las máscaras, que simbolizan la condición del hombre, como un hombre de la obra "Crimen sin Castigo" vestido en un elegante traje con una máscara de cerdo. La parte donde se observa el poder y la sumisión fue inspirada en un juego de Simón dice.
Una serie más reciente es La búsqueda de la Ataraxia, basada en el concepto de "teatro visual”.